# Collines
Les Collines sont un département du centre du Bénin, il a pour préfecture Dassa-Zoumé.

## Géographie
Il est limitrophe des départements du Plateau, du Borgou, du Zou et de la Donga, il est frontalier du Togo à l'ouest et du Nigeria à l'est.
| Région centrale (Togo), Donga | Borgou   | Niger ( Nigeria)       |
| Plateaux ( Togo)              | Collines | Kwara ( Nigeria)       |
|                               | Zou      | Oyo ( Nigeria) Plateau |

## Histoire
Il a été détaché de l'ancien département du Zou lors de la réforme administrative de 1999. Dassa-Zoumè en est le chef-lieu depuis le 22 juin 2016,.

## Communes

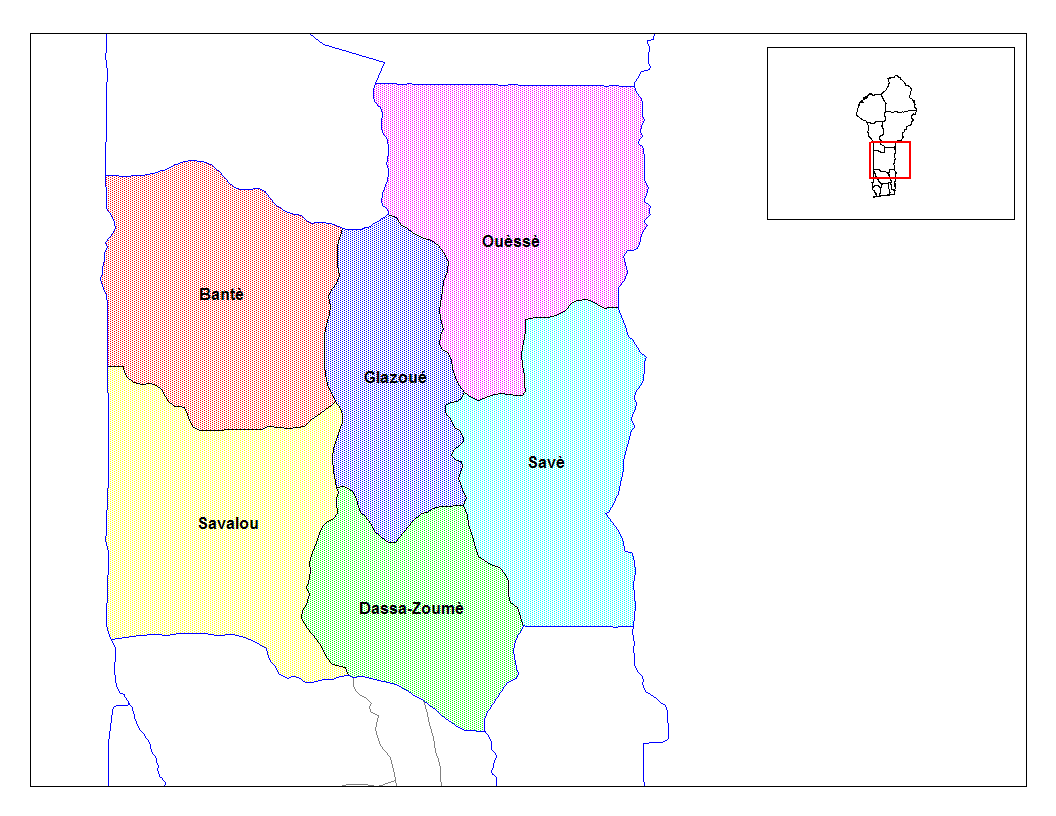
Communes des Collines

Les Collines comptent six communes :
- Bantè
- Dassa-Zoumè (préfecture)
- Glazoué
- Ouèssè
- Savalou
- Savè

## Population
Le département est peuplé principalement de Idaasha, Isha, Nagots, Yorubas, Shabè, Mahi  et Peuls.

## Tourisme

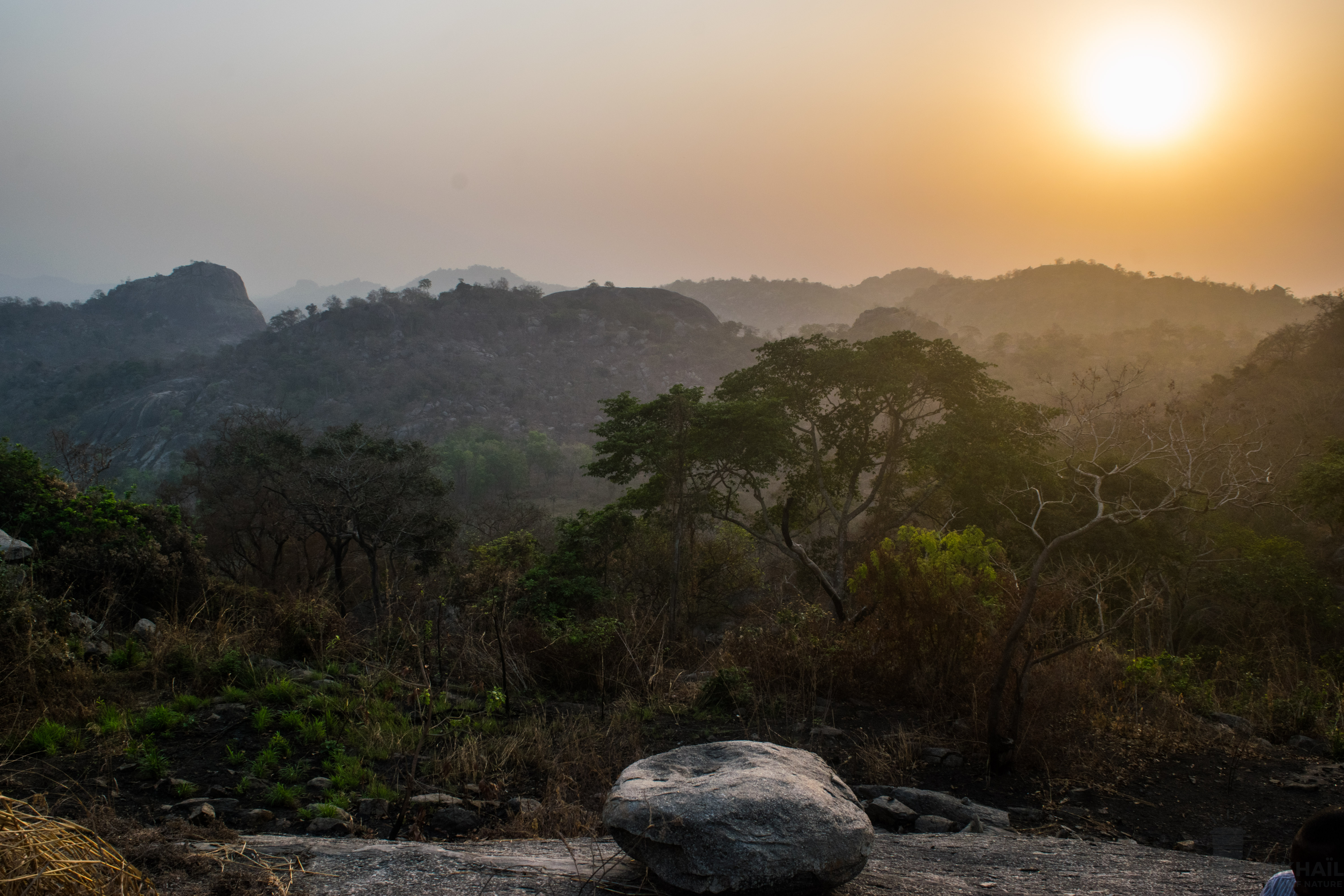
Coucher de soleil sur les collines de Kamaté Shakaloké (Glazoué).
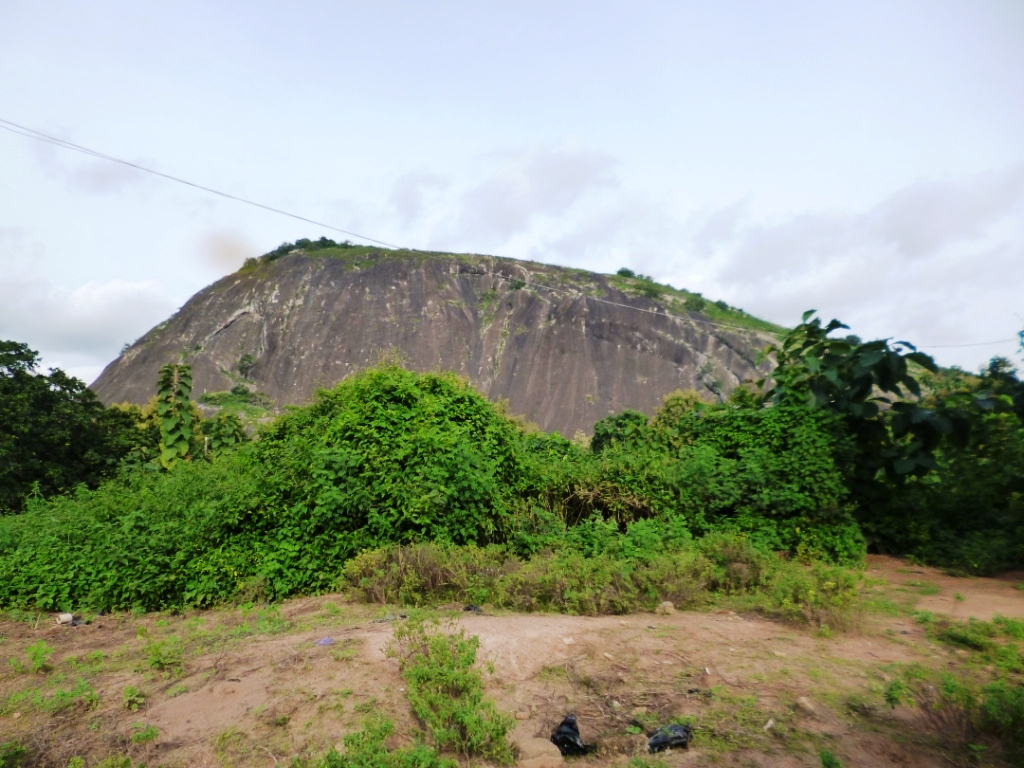
Mont Koubètè de Bantè
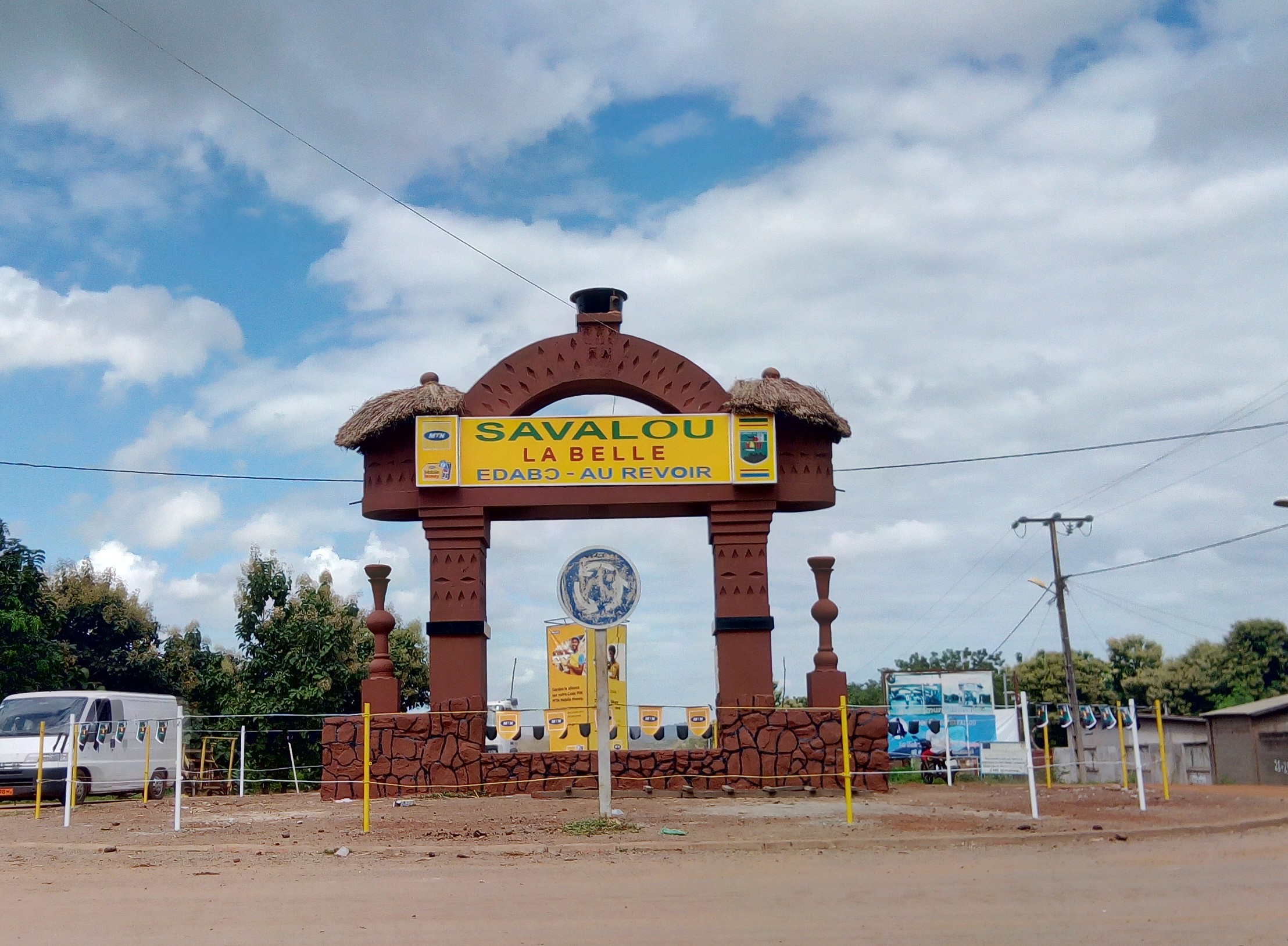
Soha carrefour
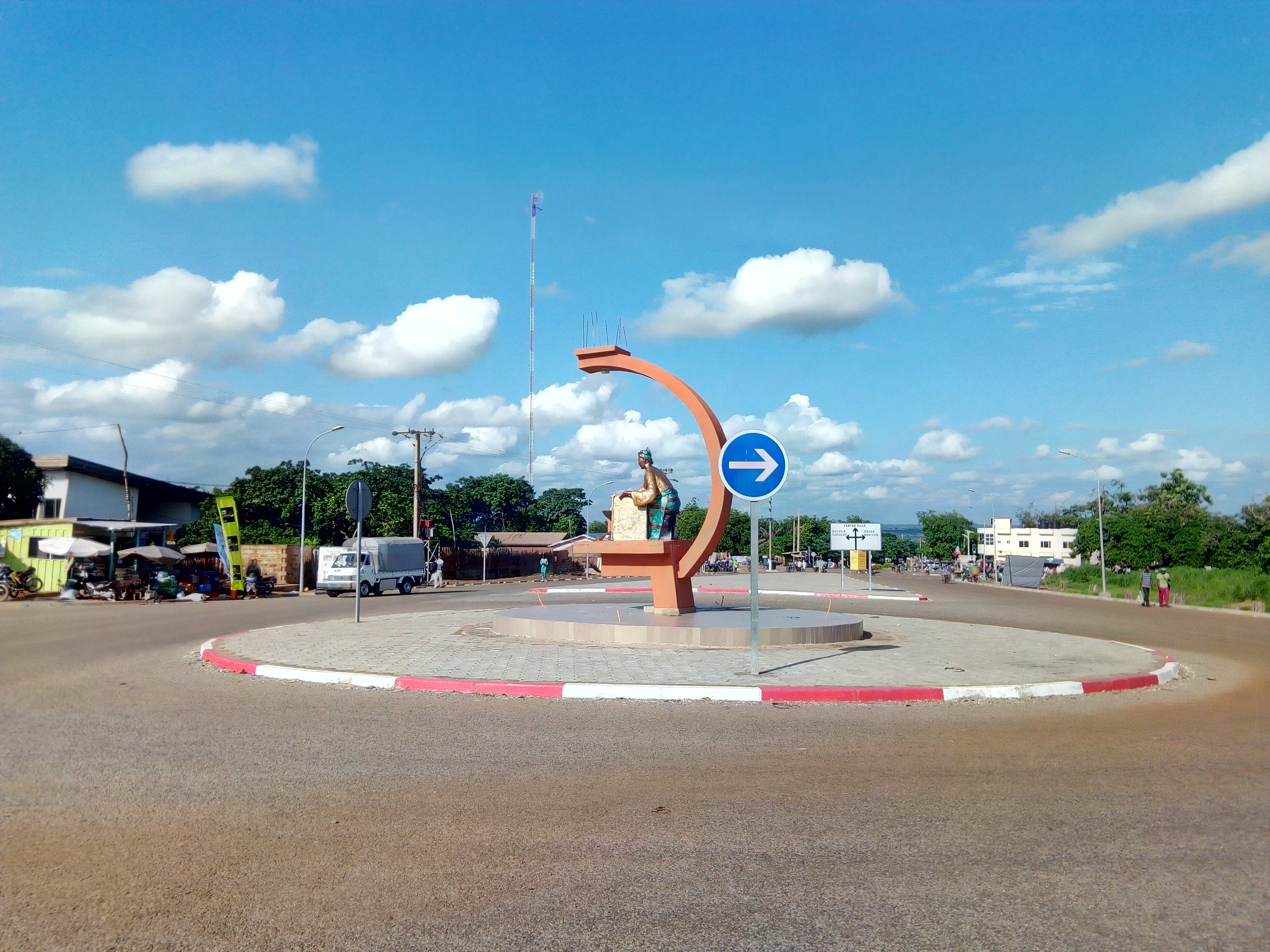
Carrefour "dame gari" à Savalou